# William Ralph Maxon
William Ralph Maxon (ur. 1877, zm. 1948) – amerykański botanik, specjalizujący się w pteridologii.
W. R. Maxon urodził się 2 lutego 1877 w Oneidzie w stanie Nowy Jork. Był najstarszym synem Sylvii Louisy i Samuela Alberta Maxonów. Jego ojciec był redaktorem w lokalnej gazecie Oneida Democratic Union. Ukończył szkołę średnią w 1894, z wyróżnieniem z angielskiego i łaciny. W 1898 ukończył Syracuse University, pracując już jako asystent w New York Botanical Garden, gdzie studiował paprotniki z L. M. Underwoodem. W 1898 zaczął współpracę z United States National Museum, skąd odszedł na emeryturę w 1946. Stopień doktora uzyskał na swojej alma mater w 1921. Odbył 9 dużych wypraw na Jamajkę, Kubę i do Ameryki Środkowej. Zmarł 25 lutego 1948 w Terra Ceia na Florydzie.
W czasie swoich badań stworzył liczący około 150 000 okazów zbiór. Był redaktorem Journal of the Washington Academy of Sciences w latach 1919-17, prezesem American Fern Society w latach 1919-33 oraz redaktorem American Fern Journal  w latach 1934-44. Był jednym z założycieli Washington Biologists’ Field Club w 1900 oraz jego wiceprezesem w latach 1919-21 i prezesem w 1922-24. Był także członkiem Cosmos Club, Delta Kappa Epsilon, Washington Academy of Sciences, Botanical Society of Washington oraz American Association for the Advancement of Science.
Na jego cześć nazwano blisko 80 gatunków roślin oraz rodzaj Maxonia.